# Схема (математика)
Схе́ма (від лат. schema, грец. σχῆμα) — в математиці абстрактне поняття, що є дуже широким узагальненням алгебричного многовиду. Схеми в сучасному виді були введені французьким математиком Александром Гротендіком і є ключовим поняттям сучасної алгебричної геометрії.

## Афінні схеми
Базовим поняттям теорії схем є афінні схеми, що є аналогами афінних многовидів. Довільні схеми склеюються з афінних, подібно до того, як многовиди склеюються з локальних карт. Афінні многовиди вводяться на спектрах кілець з введеною на них топологією і визначеним на цій топології пучком кілець. Більш загально афінними схемами називаються локально окільцьовані простори, що є ізоморфними спектру кільця з введеним структурним пучком.

### Спектр кільця
Нехай {\displaystyle A}  — кільце. Спектром {\displaystyle \mathrm {Spec} \,A} кільця {\displaystyle A} називається множина елементами якої є всі прості ідеали кільця {\displaystyle A}. На цій множині вводиться топологія Зариського в якій замкнутими множинами є множини виду:
{\displaystyle V(I)=\{{\mathfrak {p}}\in \mathrm {Spec} \,A\vert I\subset {\mathfrak {p}}\}}
де {\displaystyle I}  — усі довільні ідеали кільця {\displaystyle A} (очевидно у визначенні можна замість ідеалів взяти довільні множини елементів кільця).
Відкритими множинами є, відповідно, доповнення замкнутих, тобто множини виду
{\displaystyle D(I)=\{{\mathfrak {p}}\in \mathrm {Spec} \,A\vert I\not \subset {\mathfrak {p}}\}.}
Базу топології на спектрі утворюють множини {\displaystyle D_{f}=D((f)),\;f\in A,} що пов'язані з головними ідеалами {\displaystyle (f)}.

### Структурний пучок
Аффінна схема  — локально окільцьований простір {\displaystyle (\mathrm {Spec} \,A;{\mathcal {O}}_{A})}, де {\displaystyle {\mathcal {O}}_{A}}  — структурний пучок кілець на відкритих підмножинах спектру. Він вводиться таким чином, щоб будь-яку відкриту підмножину в {\displaystyle \mathrm {Spec} \,A} можна було розглядати як підсхему, при цьому для афінних схем виконується {\displaystyle {\mathcal {O}}_{A}(\mathrm {Spec} \,\;A)=A}, що означає еквівалентність геометричного і алгебраїчного погляду на кільце.
За визначенням, структурний пучок на елементах бази має вигляд
{\displaystyle {\mathcal {O}}_{A}(D_{f})=A_{f}}
де {\displaystyle A_{f}}  — локалізація кільця {\displaystyle A} по елементу {\displaystyle f}. Цю конструкцію в єдиний спосіб можна продовжити до пучка на {\displaystyle \mathrm {Spec} \,A}.
У явному вигляді
{\displaystyle {\mathcal {O}}_{A}(D_{f_{1},\dots ,f_{k}})=A_{f_{1},\dots ,f_{k}}}
{\displaystyle D_{f_{1},\dots ,f_{k}}=\cup _{i=1}^{k}D_{f_{i}}}
{\displaystyle D_{f_{1}\dots f_{k}}=\cap _{i=1}^{k}D_{f_{i}}}
Структурний пучок на спектрі кільця можна також ввести і в інший спосіб. Нехай {\displaystyle {\mathfrak {p}}\in \mathrm {Spec} \,A} — позначає прості ідеали кільця і {\displaystyle A_{\mathfrak {p}}} локалізацію кільця по цих ідеалах. Якщо {\displaystyle U\subset \mathrm {Spec} \,A} — відкрита підмножина в спектрі, то {\displaystyle {\mathcal {O}}_{A}(U)} можна визначити як множину функцій:
{\displaystyle s\colon U\to \bigsqcup _{{\mathfrak {p}}\in U},} (символ {\displaystyle \bigsqcup } позначає диз'юнктне об'єднання)
таке що для всіх {\displaystyle {\mathfrak {p}}\in \mathrm {Spec} \,A} виконується {\displaystyle s({\mathfrak {p}})\in A_{\mathfrak {p}}} і s локально є часткою двох елементів кільця A, тобто для всіх {\displaystyle {\mathfrak {p}}\in U} існує окіл {\displaystyle V\subset U} якому належить {\displaystyle {\mathfrak {p}}} і елементи {\displaystyle a,f\in A} такі що для всіх {\displaystyle {\mathfrak {q}}\in V} справедливо {\displaystyle f\notin {\mathfrak {q}}} і {\displaystyle s({\mathfrak {q}})=a/f} у {\displaystyle A_{\mathfrak {q}}.}
На визначеній так множині {\displaystyle {\mathcal {O}}_{A}(U)} можна ввести операції додавання і множення після цього дана множина стане комутативним кільцем з одиницею.
Спектр із введеним вище структурним пучком є локально окільцьованим простором.
Афінною схемою називається довільний локально окільцьований простір ізоморфний спектру кільця із структурним пучком.

## Схеми
Схема  — локально окільцьований простір {\displaystyle (X,{\mathcal {O}}_{X})} ({\displaystyle X}  — топологічний простір, {\displaystyle {\mathcal {O}}_{X}}  — пучок кілець на ньому), що є локально ізоморфним афінній схемі. Більш детально, потрібно, щоб існувало таке покриття {\displaystyle \{U_{i}\}_{i\in I}} топологічного простору {\displaystyle X} афіними схемами {\displaystyle U_{i}=\mathrm {Spec} {A_{i}}}, так що обмеження структурного пучка на елементи покриття дає структурні пучки відповідних афінних схем:
{\displaystyle X=\bigcup _{i\in I}U_{i}}
{\displaystyle \forall i\in I\colon {\mathcal {O}}_{X}\vert _{U_{i}}={\mathcal {O}}_{A_{i}}}
Топологічний простір {\displaystyle X} називається базисним топологічним простором схеми {\displaystyle (X,{\mathcal {O}}_{X})}, а {\displaystyle {\mathcal {O}}_{X}} називається структурним пучком. Морфізм схем  — це морфізм відповідних локально окільцьованих просторів. Ізоморфізм  — морфізм, що має обернений морфізм.